# Strzyłki (hromada)
Strzyłki (укр. "Стрілки", Striłky) – hromada terytorialna w rejonie samborskim obwodu lwowskiego Ukrainy. Siedzibą hromady są Strzyłki.

## Miejscowości hromady
W skład hromady wchodzi 21 miejscowości:

- Strzyłki – centrum hromady
- Babina
- Busowisko
- Dniestrzyk Hołowiecki
- Gałówka
- Grąziowa
- Gwoździec
- Hołowiecko
- Jasienica Zamkowa
- Łopuszanka Chomina
- Łużek Górny
- Mszaniec
- Niedzielna
- Płoskie
- Rypiany
- Smereczka
- Topolnica
- Turze
- Tysowica
- Wiciów
- Wołosianka Wielka